# Nils Johan Sjöstedt
Nils Johan Sjöstedt, född 1754, död 1805, var en svensk rådman, riksdagsledamot och politiker.

## Biografi
Nils Johan Sjöstedt föddes 1754 och var son till komministern Daniel Nicolai Sjöstedt (1719–1764) och Anna Boklund i Höreda församling. Han arbetade som rådman i Eksjö och avled 1805.
Sjöstedt var riksdagsledamot för borgarståndet i Eksjö vid riksdagen 1800.